# Grafenstein
Grafenstein è un comune austriaco di 2 886 abitanti nel distretto di Klagenfurt-Land, in Carinzia; ha lo status di comune mercato (Marktgemeinde). Il 1º gennaio 1973 ha inglobato una piccola parte del comune soppresso di Mieger.

## Monumenti e luoghi d'interesse
- Castello di Grafenstein